# Gobelinmalerei
Gobelinmalerei war ein im 19. Jahrhundert übliches Verfahren, gewirkte Gobelins durch Malerei nachzuahmen. Man bedient sich dazu eines der Textur eines echten Gobelins entsprechenden, ripsartigen Stoffs und malt darauf mit Wasser-, Tempera- oder mit durch Terpentin verdünnten Ölfarben, nachdem man die Zeichnung vorher aufgepaust oder mit dem Kohlestift aufgetragen hat. Zum Gebrauch fertige Stoffe (auch mit Vorzeichnungen) und Farbe (Gobelinfarbe) sind auch im Handel erhältlich. Auch Entwürfe für Gobelins wurden nach dem beschriebenen Verfahren gemalt.